# CBS Records International
CBS Records International — американський лейбл звукозапису,  створений в 1962 році як окремий підрозділ компанії Columbia Records для розпродажу музичної продукції за межами США. Раніше Columbia Records використовувала інші лейбли звукозапису, як от Philips Records, та Universal Music Group, в минулому Fontana, для продажу у Європі. Назва CBS Records означає абревіатуру Columbia Broadcasting System.

## Просування лейблу
В 1960-х роках лейбл був придбаний австралійською компанією Australian Records Company. В Австралії CBS Records почав випускатися під назвою CBS Coronet Records в 1963 році. В 1960-х роках CBS Records починає переговори з європейськими дистриб'юторами, компанією Philips Records, створення з ціллю музичної продукції у Європі, тоді Philips Records придбав права фірми Mercury Records для просування перших записів CBS Records в Європі в 1962 році.

## Розширення лейблу
В 1964 році CBS Records придбала фірма Oriole Records, яка мала можливість розповсюджувати продукцію в Великій Британії починаючи з 1965. Термін дії співпраці з EMI закінчився в 1968 році, після чого CBS Records почав самостійно розповсюджувати свої етикетки власного логотипу. У Німеччині CBS Records розповсюджувався за допомогою фірми Motown з 1963 по 1966 роки.

## Продаж
CBS Records був проданий в 1988 році японській компанії Sony за 2 мільярди доларів США. В 1991 CBS Records перейменовують на Sony Music Entertainment, сам логотип CBS Records був продовжений для роботи після того, як Sony придбала торговельні марки від компанії EMI для продовження існування на японському ринку.